# Ms. (titel)
Ms. (uttal: /ˈmɪz/ eller /məz/), är ett äktenskapsneutralt alternativ till de engelska titlarna Mrs. ('Fru') och miss ('Fröken'), som saknar motsvarighet i svenskan. Mrs och miss står för gift respektive ogift kvinna.
Ms. har samma rot, mistress, som miss och Mrs. och mistress var från början en artighetstitel för en kvinna helt oberoende av civilstånd. Ms. användes som en av förkortningarna av hederstiteln mistress i England under 16- och 1700-talet. Under 1800-talet fick miss och Mrs. betydelsen ogift respektive gift och Ms. minskade kraftigt i användning som artighetstitel.
På 1960-talet började amerikanska feminister, på initiativ av Sheila Michaels, använda artighetstiteln som en markering mot en uppdelning som kunde tolkas som "de som tillhörde en man" och "de som ännu inte tillhörde en man". Uppdelningen sågs som en rest från tiden när en ogift kvinna var omyndig, eller inte kunde få låna pengar och man ville påvisa självständigheten. I USA godkändes Ms. som artighetstitel i officiella myndighetsdokument våren 1972.

## Källhänvisningar
1. ↑  "Ms.". NE.se. Läst 6 november 2014.
2. ↑  Spender, Dale (1981). Man Made Language. London: Routledge & Kegan Paul. ISBN 978-0-7100-0675-2
3. ↑  Stannard, Una (1977). Mrs Man. San Francisco: Germainbooks. ISBN 978-0-914142-02-7. https://archive.org/details/mrsman0000stan
4. ↑  Buxton, Alexandra (12 september 2014). ”Mistress, Miss, Mrs or Ms: untangling the shifting history of women's titles”. New Statesman America. https://www.newstatesman.com/cultural-capital/2014/09/mistress-miss-mrs-or-ms-untangling-shifting-history-women-s-titles. Läst 15 maj 2019.
5. ↑  Luu, Chi (8 november 2017). ”From the Mixed-Up History of Mrs., Miss, and Ms.”. JSTOR Daily. https://daily.jstor.org/from-the-mixed-up-history-of-mrs-miss-and-ms/. Läst 15 maj 2019.
6. ↑  Kay, Eve (29 juni 2007). ”Call me Ms” (på brittisk engelska). The Guardian. ISSN 0261-3077. https://www.theguardian.com/world/2007/jun/29/gender.uk. Läst 19 februari 2024.
7. ↑  Frum, David (2000). How We Got Here: The '70s. New York, New York: Basic Books. sid. 246. ISBN 0-465-04195-7. https://archive.org/details/howwegothere70sd00frum/page/246